# De retour dans nos criques
 (novembre 2023).
Si vous disposez d'ouvrages ou d'articles de référence ou si vous connaissez des sites web de qualité traitant du thème abordé ici, merci de compléter l'article en donnant les références utiles à sa vérifiabilité et en les liant à la section « Notes et références ».
Albums de Kaolin
Allez
(2002) Mélanger les couleurs
De retour dans nos criques est le deuxième album de Kaolin, sorti en 2004.

## Liste des chansons
1. Loin de l'île
2. Plages et gazole
3. Cette roche
4. C'est la vie
5. Shalem
6. Dérangé
7. De retour dans nos criques
8. Vide et silence
9. Jusqu'à la peau
10. Ne dis rien
11. Caraïbes (titre instrumental)